# Landschaftsschutzgebiet Restmoorfläche am Donkens Gehölz
Das Landschaftsschutzgebiet Restmoorfläche am Donkens Gehölz ist ein Landschaftsschutzgebiet im Landkreis Aurich des Bundeslandes Niedersachsen. Es trägt die Nummer LSG AUR 00010.

## Beschreibung des Gebiets
Das 1973 ausgewiesene Landschaftsschutzgebiet umfasst eine Fläche von 0,03 Quadratkilometern und liegt südlich des Querweges vollständig auf dem Gebiet der Gemeinde Ihlow. Das Landschaftsschutzgebiet besteht hauptsächlich aus mittel bis stark degenerierten Resthochmoorflächen im Bereich nördlich der Blitzniederung.